# Tumeneia
El Tumeneia, o Tuc dera Humenèja en occità, és una muntanya que es troba en límit dels termes municipals de la Vall de Boí (Alta Ribagorça) i de Naut Aran (Vall d'Aran), situada en el límit del Parc Nacional d'Aigüestortes i Estany de Sant Maurici i la seva zona perifèrica.

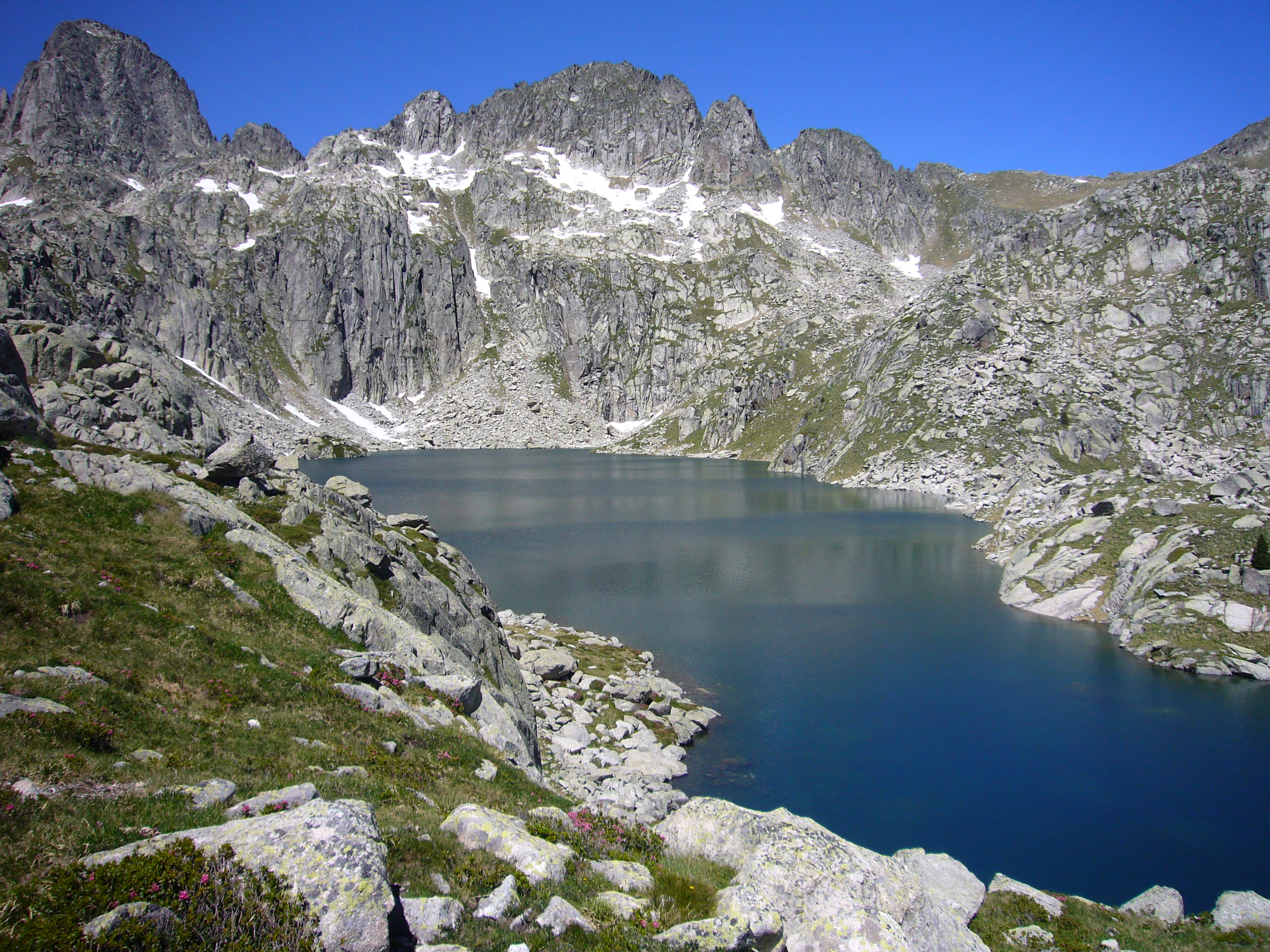
Estany de Tumeneia de Dalt sota la Serra de Tumeneia (el Pa de Sucre, Bretxa de Pauss, Tumeneia i Coll de Tumeneia).

El pic, de 2.783,1 metres, es troba en la Serra de Tumeneia, que separa la sud-oriental Capçalera de Caldes de la nord-occidental vall de Valarties. Està situat al nord-est de la Bretxa de Pauss i al sud del Coll de Tumeneia.

## Rutes
- Des del Refugi Joan Ventosa i Calvell:
  - via la riba meridional de l'Estany de Travessani, els Estanys de Tumeneia, l'Estany Cloto i Bretxa de Pauss.
  - via la riba meridional de l'Estany de Travessani, els Estanys de Tumeneia i Coll de Tumeneia.
- Des del Refugi de la Restanca:
  - via Lac de Mar i Bretxa de Pauss.
  - via Coll de Tumeneia.